# Осівська сільська рада (Кобринський район)
Осівська сільська́ ра́да (біл. Восаўскі сельсавет) — колишня адміністративно-територіальна одиниця у складі Кобринського району Берестейської області Білорусі. Адміністративним центром було село Оса.

## Історія
Сільська рада ліквідована 26 червня 2013 року, територія та населені пункти увійшли до складу Дивинської сільської ради.

## Склад
Населені пункти, що підпорядковувалися сільській раді станом на 2009 рік:
| Населений пункт | Тип  | Населення, осіб (2009) |
| --------------- | ---- | ---------------------- |
| Борисовка       | село | 164                    |
| Клетище         | село | 125                    |
| Оса             | село | 333                    |
| Перелісся       | село | 25                     |

## Населення
За переписом населення Білорусі 2009 року чисельність населення сільської ради становила 647 осіб.

### Національність
Розподіл населення за рідною національністю за даними перепису 2009 року:
| Національність            | Осіб | Відсоток |
| ------------------------- | ---- | -------- |
| білоруси                  | 576  | 89,03 %  |
| українці                  | 46   | 7,11 %   |
| вірмени                   | 13   | 2,01 %   |
| росіяни                   | 5    | 0,77 %   |
| поляки                    | 4    | 0,62 %   |
| литовці                   | 1    | 0,15 %   |
| німці                     | 1    | 0,15 %   |
| національність не вказана | 1    | 0,15 %   |
| Разом                     | 647  | 100 %    |